# Route nationale 2 (Sénégal)
Pour les articles homonymes, voir N2 et Route nationale 2.
La route nationale 2, ou N2, est une route nationale du Sénégal.  
Au Sénégal, elle forme la partie ouest de l'autoroute Le Caire-Dakar.

## Présentation
La route part de son croisement avec la N 1 à l'est de la route de Diamniadio. 
La route N2 relie l'ouest et l'est du pays en parcourant un grand arc, depuis la périphérie de la capitale Dakar, longeant d'abord la Grande-Côte à quelque distance puis la rive gauche du fleuve Sénégal, la frontière nord.
D'ouest en est, la route nationale 2 traverse les régions de Thiès, Louga, Saint-Louis, Matam et de Tambacounda.
À son extrémité orientale la N2 rejoint à nouveau la N1 après un parcours de 834 kilomètres.

## Parcours
- Thiès
- Louga
- Saint-Louis
- Richard-Toll
- Baralé-Ndiaye
- Thilogne
- Ouro Sogui
- Kidira
- Nayé
- frontière avec le Mali.

## Galerie

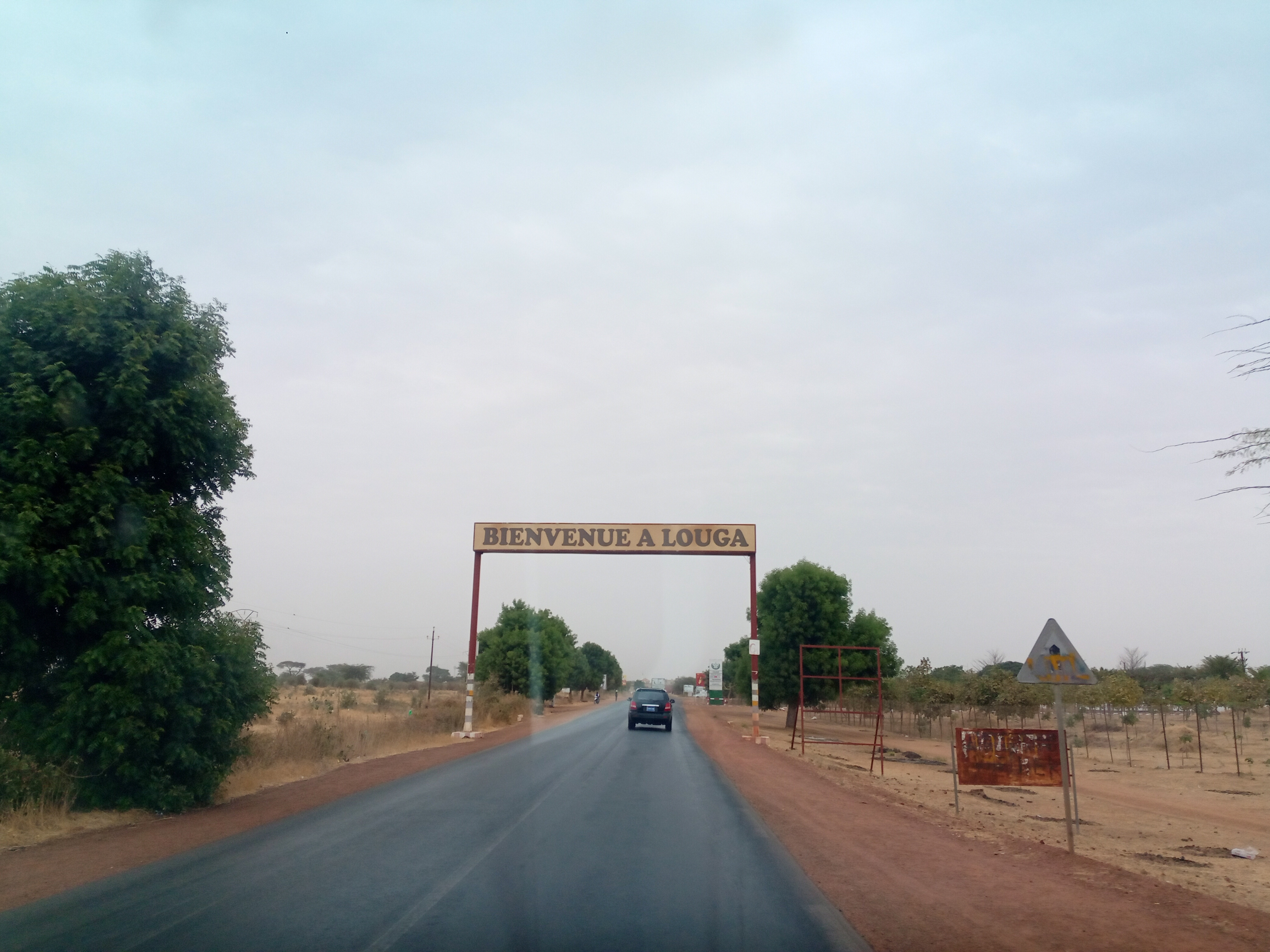
Entrée de Louga.
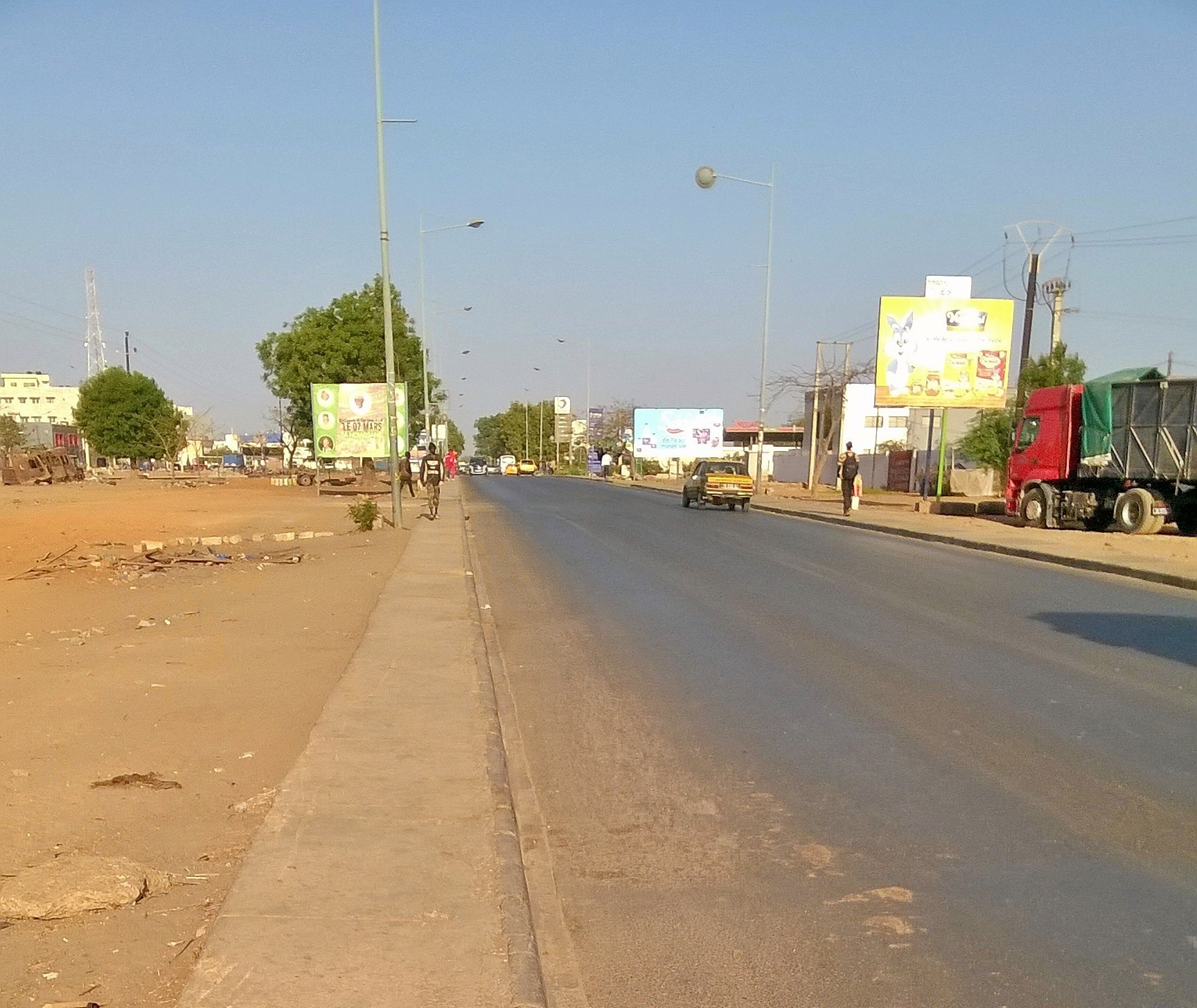
La N2 à Thiès, pendant la période de confinement, le 26 mars 2020.